# Ficimia ruspator
Ficimia ruspator là một loài rắn trong họ Rắn nước. Loài này được Smith & Taylor mô tả khoa học đầu tiên năm 1941.